# Entrada atmosférica

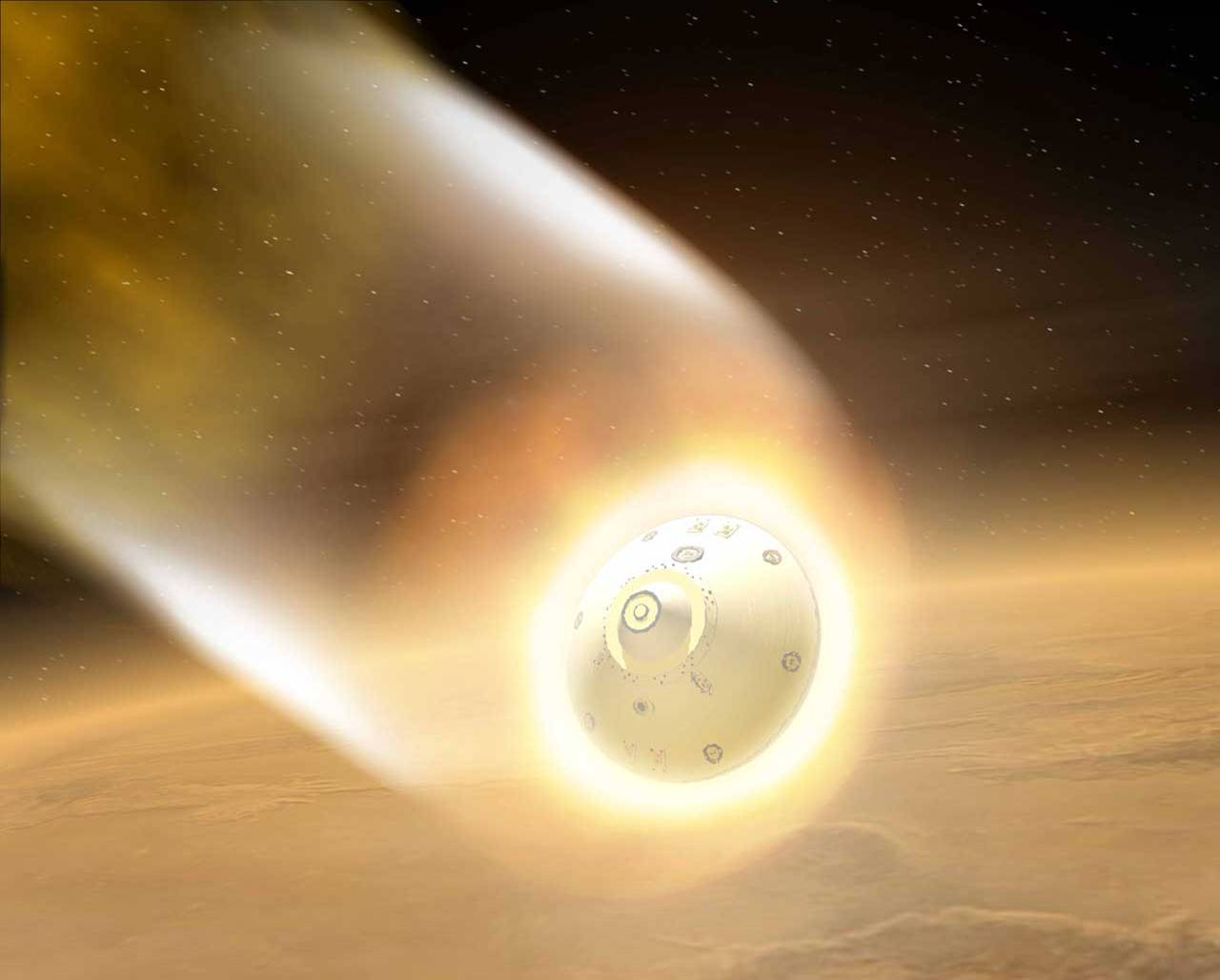
Concepção artística da reentrada atmosférica da Mars Exploration Rover.

Entrada atmosférica refere-se ao movimento de objetos naturais (tais como meteoroides) ou artificiais (tais como satélites artificiais) na atmosfera de um certo planeta, do espaço em direção à superfície planetária. Estes podem acontecer de forma natural, como nos meteoroides citados previamente, ou também com lixo espacial, em que resultam na destruição dos mesmos devido ao intenso calor gerado pelo aquecimento aerodinâmico gerado pelo processo de reentrada. Ou de forma controlada, com naves espaciais ou mísseis balísticos intercontinentais, que possuem um escudo térmico para evitar a destruição dos mesmos por esse calor.

Ilustração animada de diferentes fases quando um meteoroide entra na atmosfera da Terra para se tornar visível como um meteoro e pousar como um meteorito

## História
O conceito do escudo térmico ablativo foi descrito já em 1920 por Robert Goddard: "No caso dos meteoros, que entram na atmosfera com velocidades de até 30 milhas (48 km) por segundo, o interior dos meteoros permanece frio, e a erosão se deve, em grande medida, ao lascamento ou rachadura da superfície subitamente aquecida. Por esta razão, se a superfície externa do aparelho consistisse em camadas de uma substância dura muito infusível com camadas de um condutor de calor pobre entre elas, a superfície não seria erodida em nenhuma extensão considerável, especialmente porque a velocidade do aparelho não seria tão grande quanto a do meteoro médio".
O desenvolvimento prático de sistemas de reentrada começou à medida que o alcance e a velocidade de reentrada dos mísseis balísticos aumentavam. Para os primeiros mísseis de curto alcance, como o V-2, a estabilização e o estresse aerodinâmico eram questões importantes (muitos V-2 se separavam durante a reentrada), mas o aquecimento não era um problema sério. Mísseis de médio alcance como o soviético R-5, com alcance de 1 200 quilômetros (650 milhas náuticas), exigiam proteção térmica em compósito cerâmico em veículos de reentrada separáveis (não era mais possível que toda a estrutura do foguete sobrevivesse à reentrada). Os primeiros ICBMs, com alcances de 8 000 a 12 000 km (4 300 a 6 500 nmi), só foram possíveis com o desenvolvimento de modernos escudos térmicos ablativos e veículos em forma de rombo.

Nos Estados Unidos, essa tecnologia foi pioneira por H. Julian Allen e A. J. Eggers Jr., do National Advisory Committee for Aeronautics (NACA) do Ames Research Center. Em 1951, eles fizeram a descoberta contraintuitiva de que uma forma romba (alto arrasto) tornava o escudo térmico mais eficaz.  A partir de princípios simples de engenharia, Allen e Eggers mostraram que a carga térmica experimentada por um veículo de entrada era inversamente proporcional ao coeficiente de arrasto; ou seja, quanto maior o arrasto, menor a carga térmica. Se o veículo de reentrada for feito sem brilho, o ar não pode "sair do caminho" com rapidez suficiente e atua como uma almofada de ar para empurrar a onda de choque e a camada de choque aquecida para frente (para longe do veículo). Como a maioria dos gases quentes não está mais em contato direto com o veículo, a energia térmica permaneceria no gás chocado e simplesmente se moveria ao redor do veículo para depois se dissipar na atmosfera.

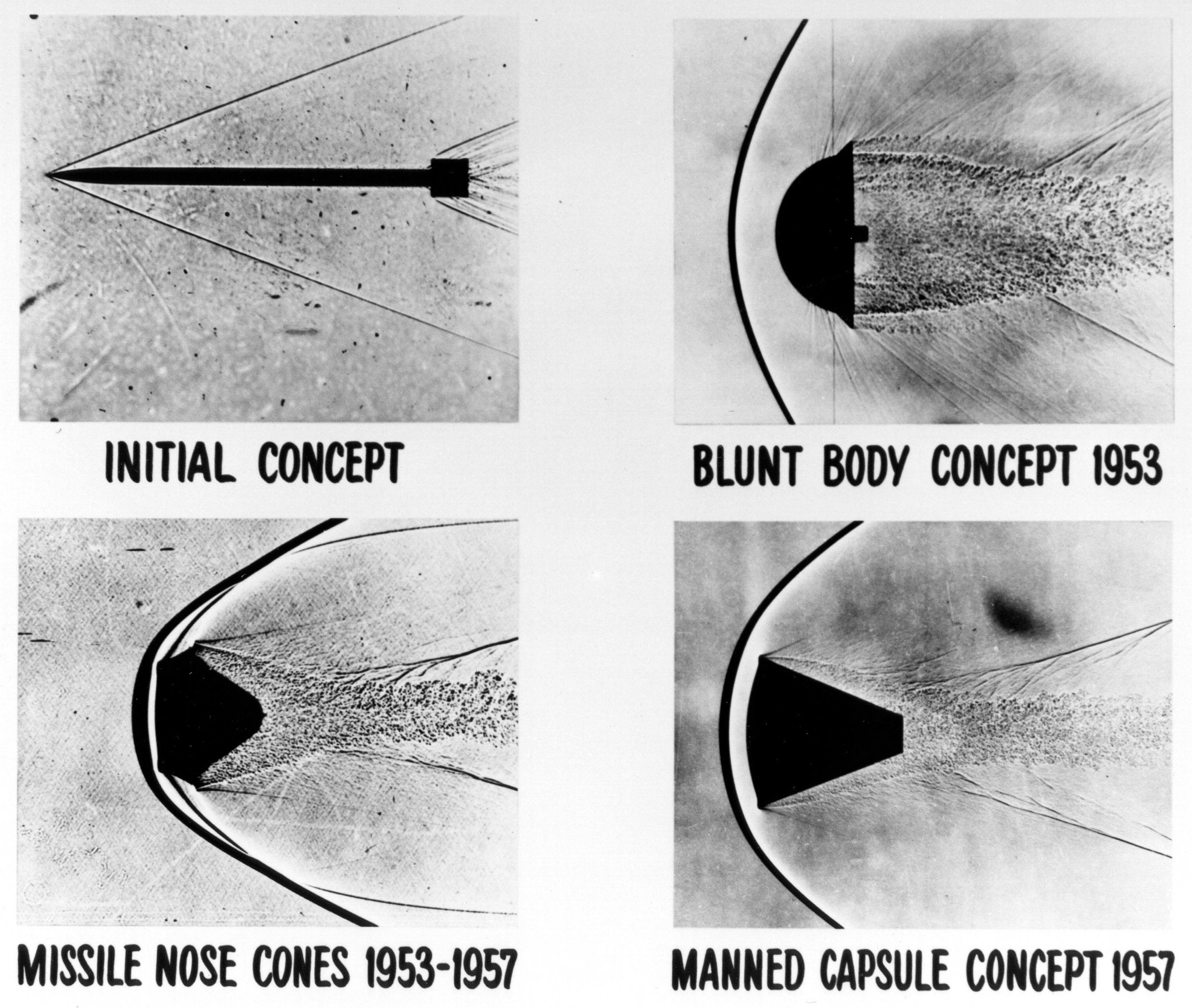
Conceitos iniciais de veículos de reentrada visualizados em shadowgraphs de testes em túnel de vento de alta velocidade

A descoberta de Allen e Eggers, embora inicialmente tratada como um segredo militar, acabou sendo publicada em 1958.

## Física dos gases na reentrada
Uma regra de aproximação geral, utilizada pelos projetistas de escudos térmicos, é que a temperatura de pico atingida durante a reentrada (em kelvin) é igual à velocidade do objeto durante a reentrada em metros por segundo. Por exemplo, uma nave espacial que entra na atmosfera a 7 800 m/s terá uma temperatura de pico aproximada de 7 800 K. Isso contradiz os modelos tradicionais, que dizem que a energia cinética é proporcional ao quadrado da velocidade, porém, deve-se levar em consideração que nas altas temperaturas da reentrada, a temperatura específica do ar aumenta consideravelmente (ao contrário da temperatura específica da maioria dos sólidos, considerada constante sob situações cotidianas) o que tornaria a última lei apresentada válida.
A temperaturas de reentradas tradicionais, o ar está tanto ionizado quanto dissociado. Devida a essas junções de fatores, é necessário utilizar diferentes modelos de físicos para prever o que vai ocorrer com os gases em contato com a proteção térmica durante a reentrada. Existem quatro modelos básicos utilizados pelos projetistas que serão apresentados a seguir:

### Modelo do gás ideal
Amplamente conhecido, o modelo do gás ideal é incrivelmente importante, e muito utilizado por diversos engenheiros aeronáuticos e aeroespaciais que projetam naves supersônicas. Porém, mesmo sendo incrivelmente útil ele parte do pressuposto que o gás é inerte. Isso deixa de ser verdade a temperaturas superiores a 550 K, sendo que a temperaturas superiores 2 000 K, torna-se completamente inutilizável para descrever a reentrada, de forma que é necessário usar o modelo do gás real.

### Modelo do gás real em equilíbrio
O momento de um objeto pode ser significativamente influenciado pelo tipo de modelo sendo utilizado. Tanto o modulo de comando da Apollo quando o ônibus espacial foram projetados usando o modelo de gás ideal, e por essa razão resultaram em erros durante a reentrada (nenhum fatal), ao ponto em que os astronautas do Columbia acreditavam que iriam perder o controle da aeronave.
O modelo do gás real em equilíbrio considera o gás como sendo capaz de fazer reações químicas, porém ele assume que todas as reações já ocorreram e que todas as partes dos gases têm a mesma temperatura (isso é chamado de equilíbrio termodinâmico). Este modelo torna-se muito importante durante a reentrada pois, quando o ar encontra a onda de choque formado pela nave, ele é aquecido até altas temperaturas devido a compressão e dissociado devido a diversas reações químicas (deve-se notar que a fricção não é a principal razão para o aumento da temperatura durante a reentrada), tornando-se necessário utilizar este modelo para obter uma maior precisão.

### Modelo do gás real fora do equilíbrio
Este é o modelo mais preciso para trabalhar com as ondas de choques formadas durante a reentrada, porém, também é o modelo mais difícil de se trabalhar, pois ele considera todas as reações possíveis de acontecer na atmosfera enquanto elas ocorrem. Existem simplificações desse modelo, o mais simples sendo o modelo de Lighthill-Freeman, porém, esse modelo considera todo o gás como sendo composto de uma única molécula diatômica, suscetível a apenas uma reação química. Porém, isso em nade se assemelha à atmosfera, por essa razão, este modelo não tem aplicações práticas, apenas pedagógicas, de forma que projetistas são obrigados a utilizar modelos muito mais complexos.

### Modelo do gás congelado
O modelo do gás congelado descreve um caso especial em que o gás não está em equilíbrio. O termo congelado não se refere a congelado como estado da matéria, mas sim ao fato de nenhuma reação química estar ocorrendo (como se o gás estivesse congelado no tempo). Reações químicas são normalmente realizadas pelas colisões entre as moléculas. Se a pressão de um gás é reduzida lentamente de forma que as reações podem continuar a ocorrer, o gás irá permanecer em equilíbrio. Porém, se a pressão cair rapidamente e de forma brusca, é possível o gás chegar a um estado onde quase todas as reações químicas param, nesse momento, ele é considerado congelado.
A diferença entre equilíbrio e congelado é importante pois é possível que um gás tenha propriedades totalmente diferentes (como velocidade do som, viscosidade, etc.) para o mesmo estado termodinâmico (pressão e temperatura). Gases congelados podem ser um grande problema na parte traseira de um veículo. Durante a reentrada, correntes de ar são comprimidas a altas pressões e temperaturas pelas ondas de choque, esse ar é carregado pela onda até o final da nave, onde ocorre a rápida despressurização, e consequentemente, o congelamento. Esse ar congelado pode criar um vórtex, de forma a tornar a esse aspecto da reentrada muito difícil de modelar. O que pode ser um grande problema, pois apesar desse ar não esquentar muito, ele gera muita instabilidade para a aeronave.

## Considerações sobre o projeto do veículo de entrada
Existem quatro parâmetros críticos considerados ao projetar um veículo para entrada atmosférica:
1. Pico de fluxo de calor
2. Carga térmica
3. Desaceleração de pico
4. Pico de pressão dinâmica

O pico de fluxo de calor e a pressão dinâmica selecionam o material TPS. A carga térmica seleciona a espessura da pilha de material TPS. A desaceleração de pico é de grande importância para missões tripuladas. O limite superior para o retorno tripulado à Terra a partir da órbita baixa da Terra (LEO) ou retorno lunar é de 10g. Para a entrada na atmosfera marciana após longa exposição à gravidade zero, o limite superior é de 4g. A pressão dinâmica de pico também pode influenciar a seleção do material TPS mais exterior se a espalação for um problema.
Partindo do princípio do design conservador, o engenheiro normalmente considera duas trajetórias de pior caso, as trajetórias undershoot e overshoot. A trajetória de overshoot é tipicamente definida como o ângulo de velocidade de entrada permitido antes do skip-off atmosférico. A trajetória de sobrecarga tem a maior carga térmica e define a espessura do TPS. A trajetória de undershoot é definida pela trajetória mais íngreme permitida. Para missões tripuladas, o ângulo de entrada mais íngreme é limitado pela desaceleração do pico. A trajetória undershoot também tem o maior pico de fluxo de calor e pressão dinâmica. Consequentemente, a trajetória de undershoot é a base para a seleção do material TPS. Não existe um material TPS "tamanho único". Um material TPS que é ideal para alto fluxo de calor pode ser muito condutor (muito denso) para uma carga de calor de longa duração. Um material TPS de baixa densidade pode não ter a resistência à tração para resistir à espalação se a pressão dinâmica for muito alta. Um material TPS pode ter um bom desempenho para um pico de fluxo de calor específico, mas falhar catastroficamente para o mesmo pico de fluxo de calor se a pressão da parede for significativamente aumentada (isso aconteceu com a espaçonave de teste R-4 da NASA). Os materiais TPS mais antigos tendem a ser mais trabalhosos e caros de fabricar em comparação com os materiais modernos. No entanto, os materiais TPS modernos muitas vezes não têm o histórico de voo dos materiais mais antigos (uma consideração importante para um designer avesso ao risco).
Com base na descoberta de H. Julian Allen e A. J. Eggers Jr., a máxima contundência aeroshell (arrasto máximo) produz massa mínima de TPS. A contundência máxima (coeficiente balístico mínimo) também produz uma velocidade terminal mínima na altitude máxima (muito importante para Marte EDL, mas prejudicial para RVs militares). No entanto, há um limite superior para a contundência imposto por considerações de estabilidade aerodinâmica baseadas no descolamento de ondas de choque. Uma onda de choque permanecerá presa à ponta de um cone afiado se o meio-ângulo do cone estiver abaixo de um valor crítico. Este meio-ângulo crítico pode ser estimado usando a teoria dos gases perfeitos (esta instabilidade aerodinâmica específica ocorre abaixo das velocidades hipersônicas). Para uma atmosfera de nitrogênio (Terra ou Titã), o meio-ângulo máximo permitido é de aproximadamente 60°. Para uma atmosfera de dióxido de carbono (Marte ou Vênus), o meio-ângulo máximo permitido é de aproximadamente 70°. Após o descolamento da onda de choque, um veículo de entrada deve transportar significativamente mais gás da camada de choque ao redor do ponto de estagnação da borda dianteira (a tampa subsônica). Consequentemente, o centro aerodinâmico se move rio acima, causando instabilidade aerodinâmica. É incorreto reaplicar um projeto de aeroshell destinado à entrada de Titã (sonda Huygens em uma atmosfera de nitrogênio) para a entrada de Marte (Beagle 2 em uma atmosfera de dióxido de carbono). Antes de ser abandonado, o programa soviético de pouso em Marte conseguiu um pouso bem-sucedido (Marte 3), na segunda de três tentativas de entrada (as outras foram Marte 2 e Marte 6). Os landers soviéticos em Marte foram baseados em um projeto aeroshell de meio ângulo de 60°.
Um cone de esfera de meio ângulo de 45° é normalmente usado para sondas atmosféricas (pouso na superfície não pretendido), mesmo que a massa do TPS não seja minimizada. A justificativa para um meio-ângulo de 45° é ter estabilidade aerodinâmica da entrada ao impacto (o escudo térmico não é descartado) ou um pulso de calor curto e acentuado seguido de jato de escudo térmico imediato. Um projeto de cone de esfera de 45° foi usado com o aterrissador DS/2 Mars e as sondas Pioneer Venus.

## Galeria

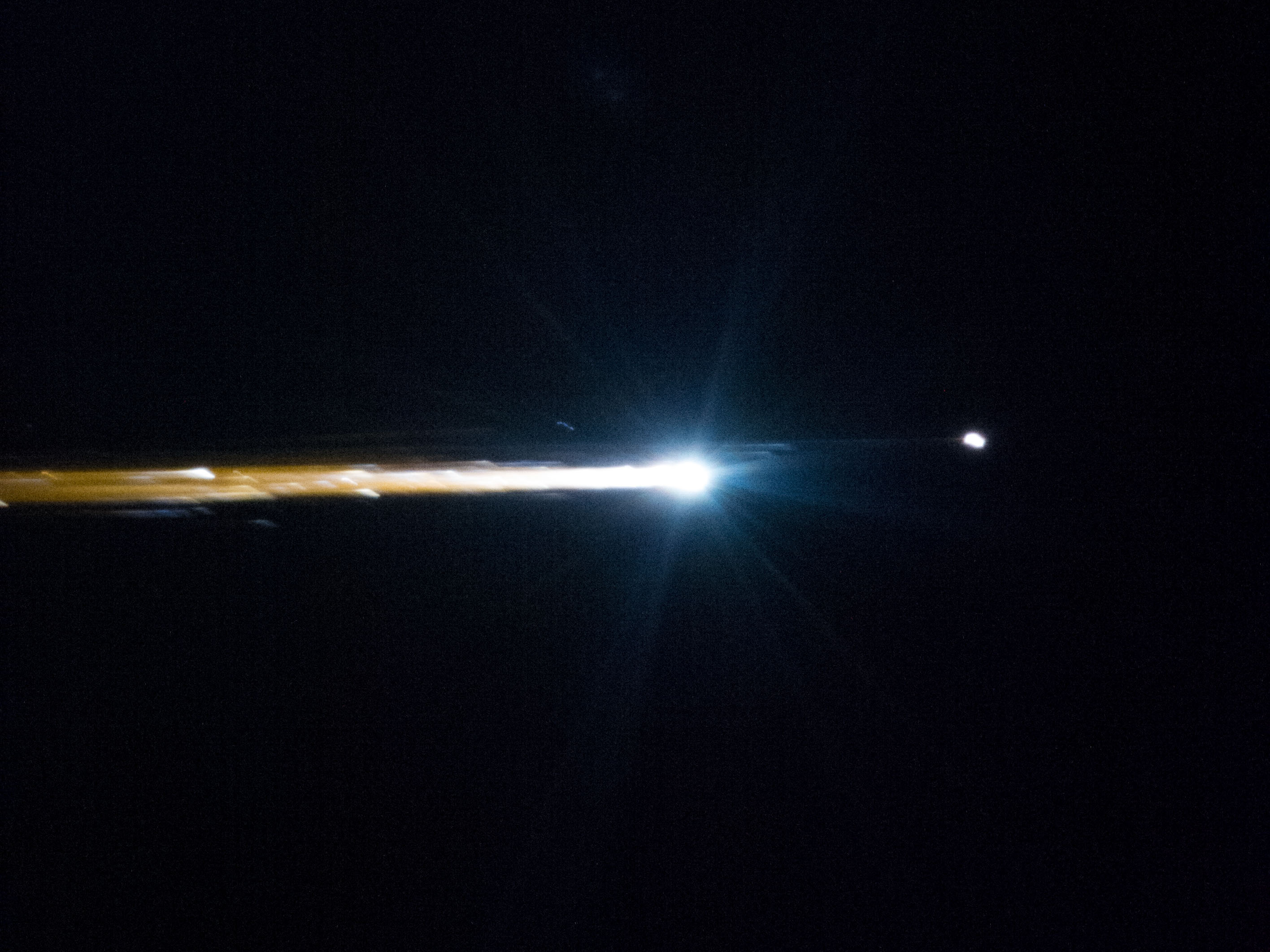
Close up da trilha de reentrada (Soyuz)
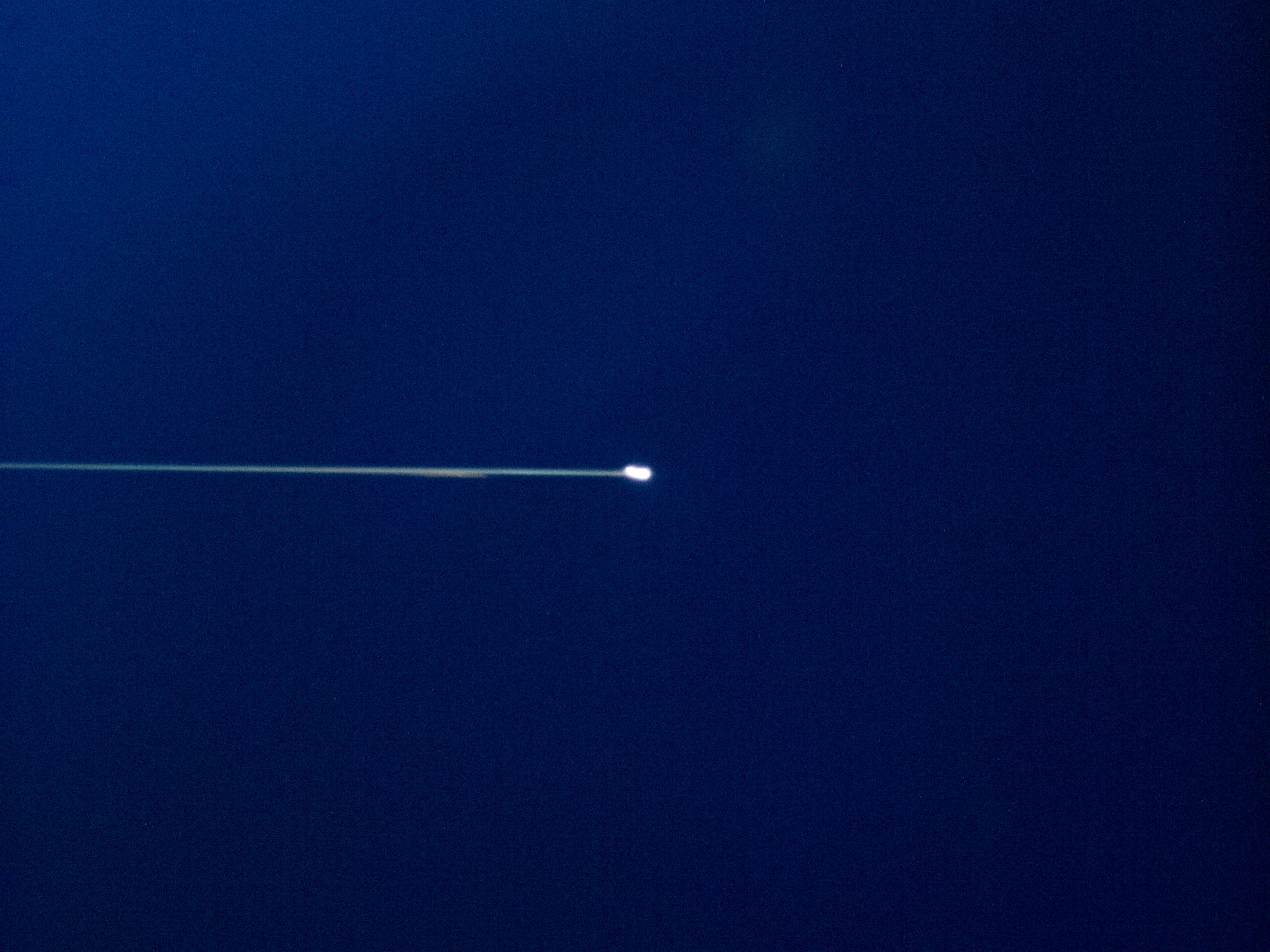
Trilha de plasma de reentrada precoce (Soyuz)
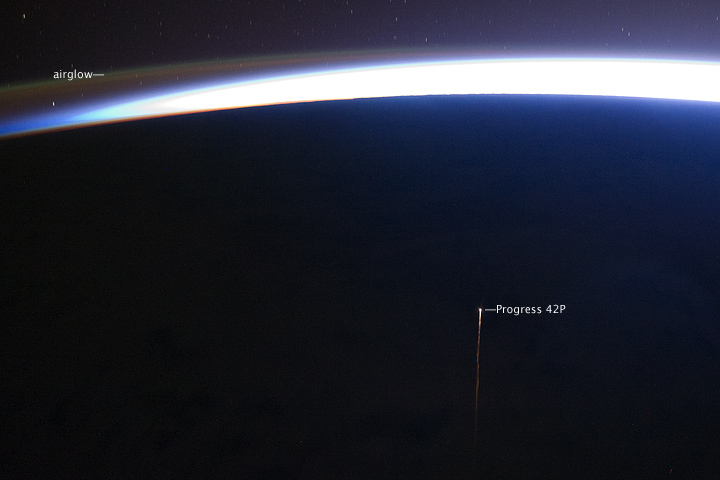
Progresso durante a entrada atmosférica sobre a Terra
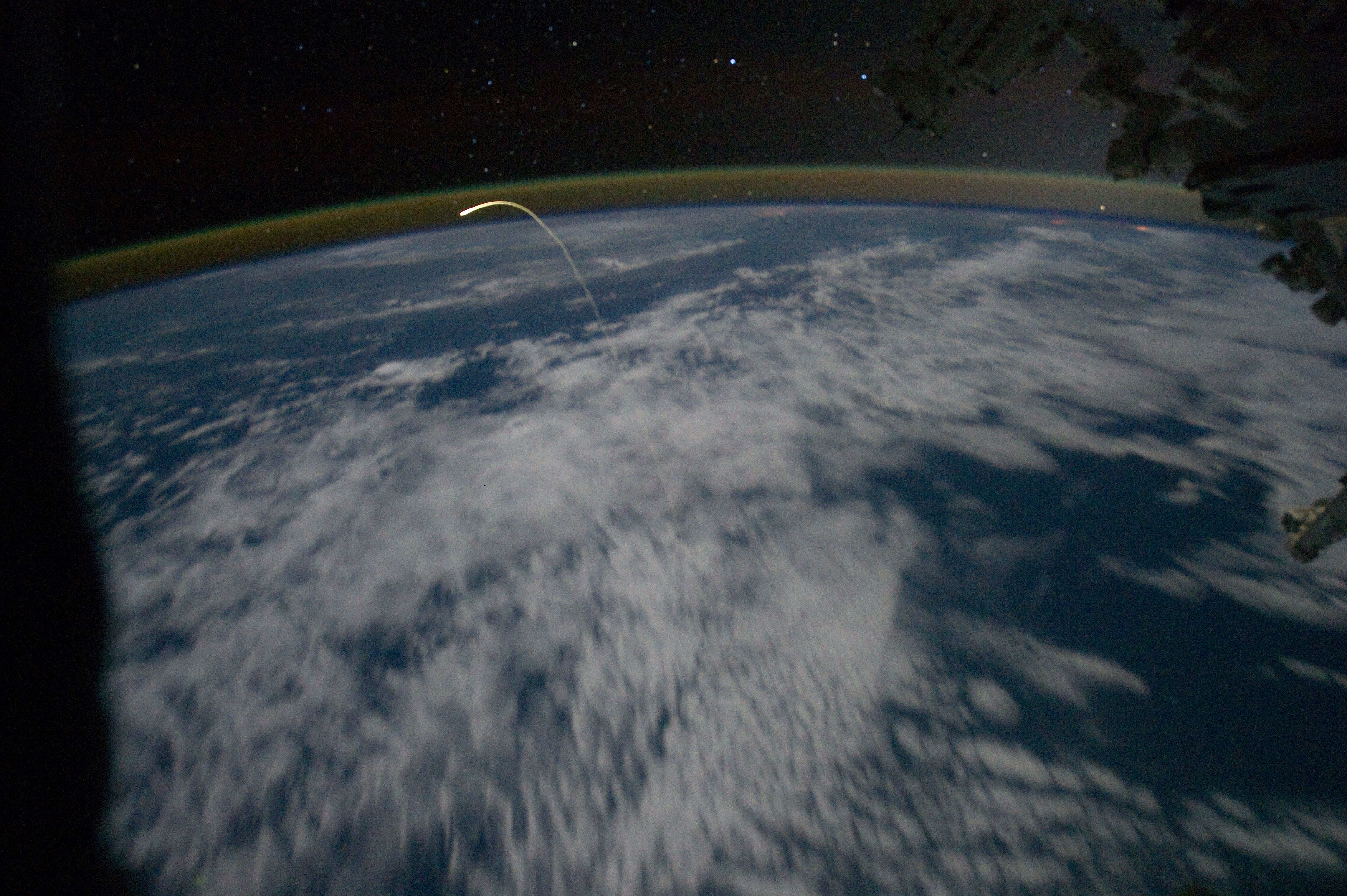
Reentrada do ônibus espacial
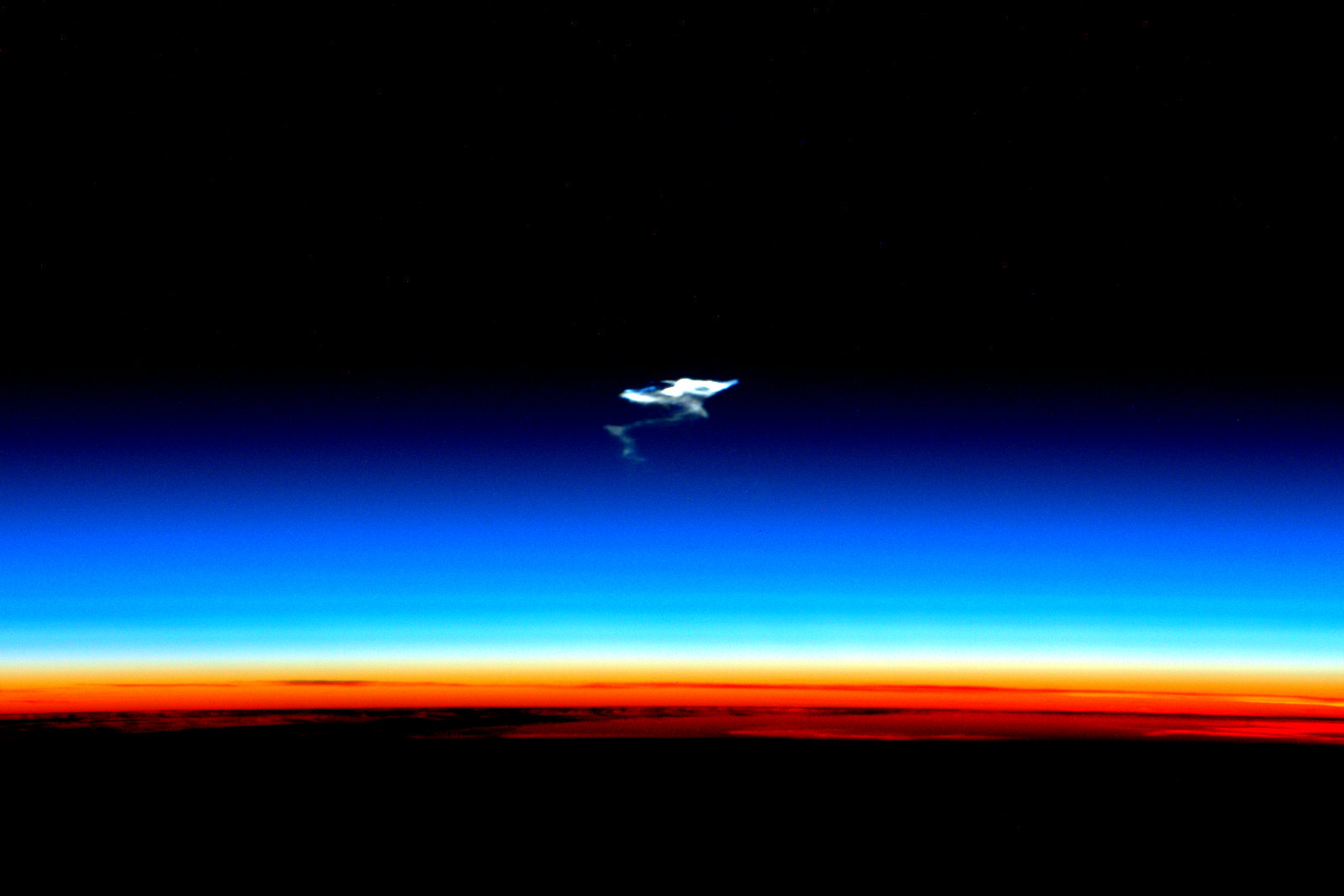
Pluma permanece após reentrada de uma Soyuz